# Nepáli labdarúgó-válogatott
A nepáli labdarúgó-válogatott Nepál nemzeti csapata, amelyet a nepáli labdarúgó-szövetség (Angolul: All Nepal Football Association) irányít.

## Világbajnoki szereplés
| Év       | Forduló    | Év   | Forduló       |
| -------- | ---------- | ---- | ------------- |
| 1930     | Nem indult | 1974 | Nem indult    |
| 1934     | Nem indult | 1978 | Nem indult    |
| 1938     | Nem indult | 1982 | Nem indult    |
| 1950     | Nem indult | 1986 | Nem jutott be |
| 1954     | Nem indult | 1990 | Nem jutott be |
| 1958     | Nem indult | 1994 | Nem indult    |
| 1962     | Nem indult | 1998 | Nem jutott be |
| 1966     | Nem indult | 2002 | Nem jutott be |
| 1970     | Nem indult | 2006 | Visszalépett  |
|          |            | 2010 | Nem jutott be |
|          |            | 2014 | Nem jutott be |
|          |            | 2018 | Nem jutott be |
| Összesen | 0/21       |      |               |

## Ázsia-kupa-szereplés
- 1956-1980: Nem indult
- 1984: Nem jutott be
- 1988: Nem jutott be
- 1992: Nem indult
- 1996-2004: Nem jutott be
- 2007: Visszalépett
- 2011: Nem jutott be
- 2015: Nem jutott be

## Külső hivatkozások
- Nepal a FIFA.com-on Archiválva 2013. június 22-i dátummal a Wayback Machine-ben (angolul)
- Nepál mérkőzéseinek eredményei az rsssf.com-on (angolul)
- Nepál mérkőzéseinek eredményei az EloRatings.net-en (angolul)
- Nepál a national-football-teams.com-on (angolul)